# Koszykarz kreskowany
Koszykarz kreskowany (Asthenes flammulata) – gatunek małego ptaka z rodziny garncarzowatych (Furnariidae). Występuje w północnej i środkowej części zachodniej Ameryki Południowej w dwóch odrębnych populacjach w Peru, Ekwadorze i Kolumbii. W Czerwonej księdze gatunków zagrożonych IUCN klasyfikowany jest jako gatunek najmniejszej troski (LC, ang. Least Concern).

## Systematyka
Takson ten po raz pierwszy zgodnie z zasadami nazewnictwa binominalnego opisał szkocki ornitolog William Jardine w 1850 roku na łamach „Contributions to ornithology”. Autor nadał ptakowi nazwę Synalaxis flammulatus, a jako miejsce typowe podał andyjskie płaskowyże na wysokości około 14 tys. stóp w okolicach Quito w Peru. Badania molekularne opublikowane w 2011 roku wykazały, że koszykarz kreskowany jest najbliżej spokrewniony z koszykarzem peruwiańskim Asthenes virgata i koszykarzem smugosternym Asthenes maculicauda. Międzynarodowy Komitet Ornitologiczny i autorzy Handbook of the Birds of the World wyróżniają pięć podgatunków Asthenes flammulata:
- A. f. flammulata (Jardine, 1850)
- A. f. multostriata (Sclater, PL, 1858)
- A. f. quindiana (Chapman, 1915)
- A. f. pallida Carriker, 1933
- A. f. taczanowskii (Berlepsch & Stolzmann, 1894)

Natomiast na liście ptaków świata opracowanej przy współpracy BirdLife International z autorami Handbook of the Birds of the World podgatunek A. f. pallida nie jest uznawany, lecz włączony w A. f. taczanowskii.

### Etymologia
- Asthenes: gr. ασθενης asthenes „nieistotny, mało znaczący”, od negatywnego przedrostka α- a-; σθενος sthenos „siła, moc”[11].
- flammulata: łac. flammulatus płonący, z płomienistymi znakami, rumiany, łac. flammula mały płomyk[12].

## Morfologia
Mały ptak o brązowych lub ciemnobrązowych tęczówkach. Dziób długi i cienki, żuchwa od czarnej do ciemnobrązowej, górna szczęka od czarnej do ciemnorogowej. Nogi i stopy jasnobrązowe, oliwkowe lub oliwkowozielone. Podgatunek nominatywny ma ciemnobrązową twarz z jaśniejszymi pasemkami, płowo-biały pasek brwiowy, czoło jasnopłowobrązowe lub rudobrązowe z ciemnobrązowymi paskami, na czubku głowy rudawe smugi. Górne części ciała, od grzbietu do pokryw nadogonowych, ciemnobrązowe z wyraźnymi jasnopłowymi paskami. Pokrywy skrzydeł ciemnobrązowe z rdzawymi brzegami. Lotki czarniaworude z ciemnymi brunatnymi końcówkami. Ogon wyraźnie stopniowany o wąskich postrzępionych, ciemnobrązowych sterówkach z rudawymi obrzeżami. Dolne części ciała jaśniejsze, białawe. Broda i podbródek matowe, pomarańczowo-płowe. Pierś, brzuch i boki białawe z ciemnobrązowymi wyraźnymi smugami, które w tylnej części przechodzą w rudawobrązowe pokrywy podogonowe. Młode osobniki z mniej widoczną plamą na gardle i z mniej wyraźnymi smugami. Nie występuje dymorfizm płciowy. Długość ciała 16–17 cm, masa ciała 17–27 g. Podgatunek A. f. multostriata podobny do nominatywnego z ciemniejszym kasztanowatym czołem, paskiem brwiowym ochrowym, rudym podbródkiem i gardłem. Podgatunek A. f. quindiana ma białą brodę, blade gardło i węższe smugi na brzuchu. A. f. pallida ma ciemniejszy grzbiet, jest jaśniejszy w dolnych częściach ciała i ma bardziej płowożółte pokrywy podogonowe i boki. Jest najbardziej podobny do podgatunku A. f. taczanowskii, który ma jasne gardło, smugi na brzuchu zanikają w dolnej części, paski na grzbiecie są węższe, a czoło mniej zabarwione na płowo.
Wymiary szczegółowe:
|                       | Samica | Samiec |
| --------------------- | ------ | ------ |
| Długość skrzydła (mm) | 62–70  | 64–71  |
| Długość ogona (mm)    | 68–82  | 62–80  |
| Długość dzioba (mm)   | 16–19  | 16–20  |

## Zasięg występowania
Poszczególne podgatunki koszykarza kreskowanego występują:
- A. f. flammulata – w zachodnich Andach od południowej Kolumbii na południe do północnej części regionu Cajamarca w skrajnie północnym Peru,
- A. f. multostriata – we wschodnich Andach w Kolumbii od departamentu Norte de Santander na południe do południowej części departamentu Cundinamarca,
- A. f. quindiana – w środkowych Andach w Kolumbii od departamentu Caldas na południe do departamentu Cauca,
- A. f. pallida – w Andach w północnym Peru w regionach Cajamarca i La Libertad,
- A. f. taczanowskii – w Andach północnego i środkowego Peru (od południowych części regionów Amazonas i Cajamarca do regionów Ancash i Junín).

Zasięg występowania (EOO, Extent of Occurrence) według szacunków organizacji BirdLife International obejmuje około 922 tys. km². Występuje zazwyczaj w zakresie wysokości od 2800 do 4500 m n.p.m.

## Ekologia i zachowanie
Jego głównym habitatem są wysokie kępy traw w formacji roślinnej paramo, często przemieszane z niewielkimi krzewami lub roślinnością z rodzaju Espeletia oraz pojedynczymi skałami, często w pobliżu zadrzewień. Długość pokolenia jest określona na 3,8 roku.
Koszykarz kreskowany żeruje pojedynczo lub w parach. Nie ma wielu informacji o diecie tego gatunku, prawdopodobnie składa się głównie ze stawonogów. Ptak ten podejmuje pokarm głównie z ziemi lub niskich roślin.

### Rozmnażanie
Nie ma informacji o rozmnażaniu tego gatunku. Także gniazda i jaja tych ptaków nie zostały dotychczas opisane.

## Status
W Czerwonej księdze gatunków zagrożonych IUCN koszykarz kreskowany jest uznawany za gatunek najmniejszej troski (LC, ang. Least Concern). Wielkość populacji nie jest oszacowana, a gatunek ten opisywany jest jako dosyć pospolity. BirdLife International nie ocenia liczebności populacji z powody braku wystarczających danych do jej oszacowania.